# Есвайлер
Есвайлер (нім. Eßweiler) — громада в Німеччині, розташована в землі Рейнланд-Пфальц. Входить до складу району Кузель. Складова частина об'єднання громад Лаутереккен-Вольфштайн.
Площа — 8,10 км2. Населення становить 386 ос. (станом на 31 грудня 2020).

## Галерея

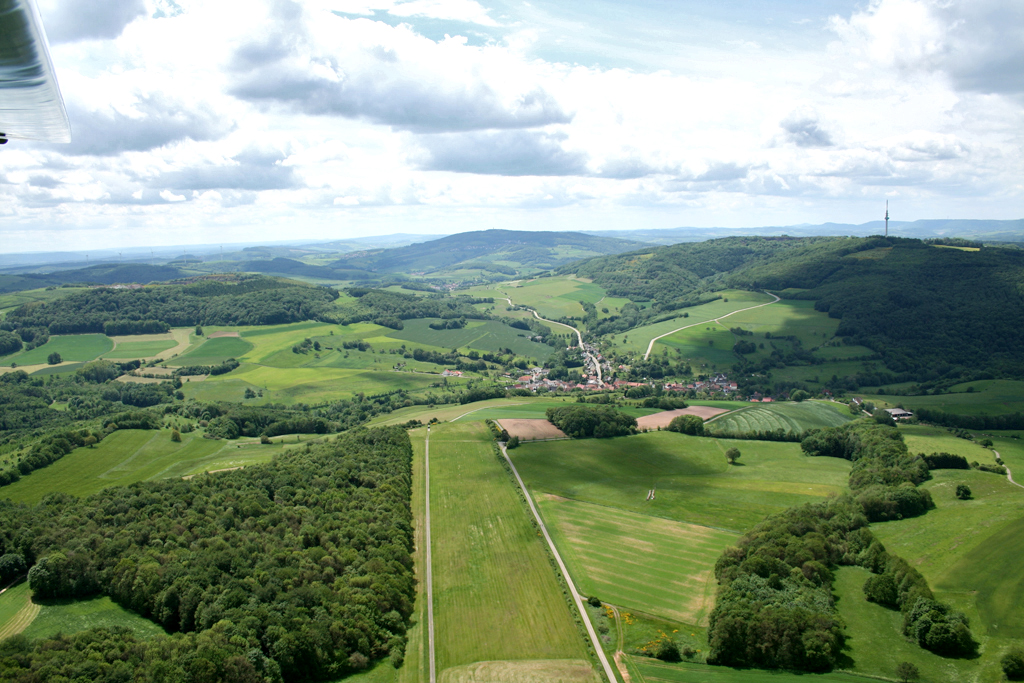
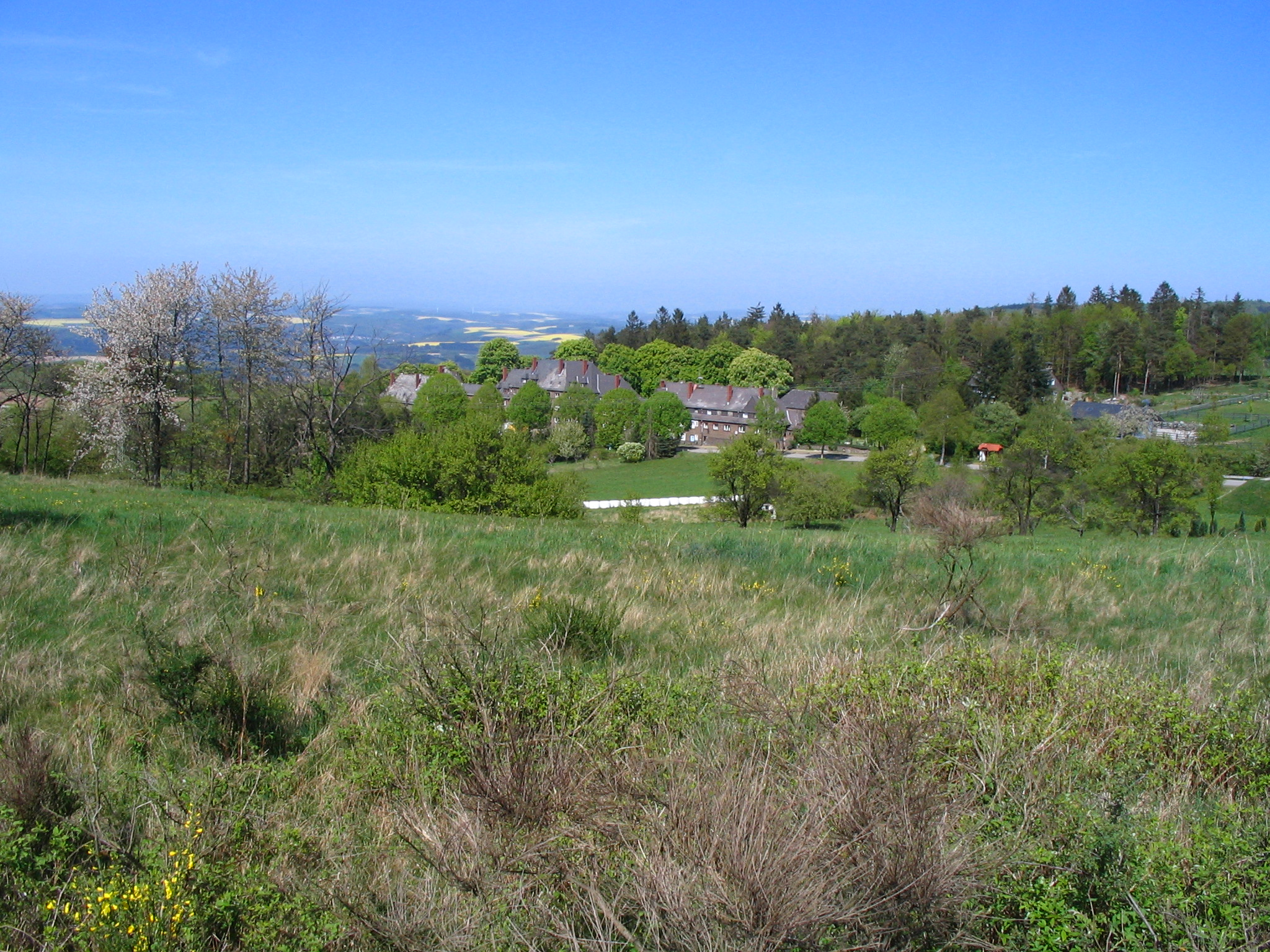
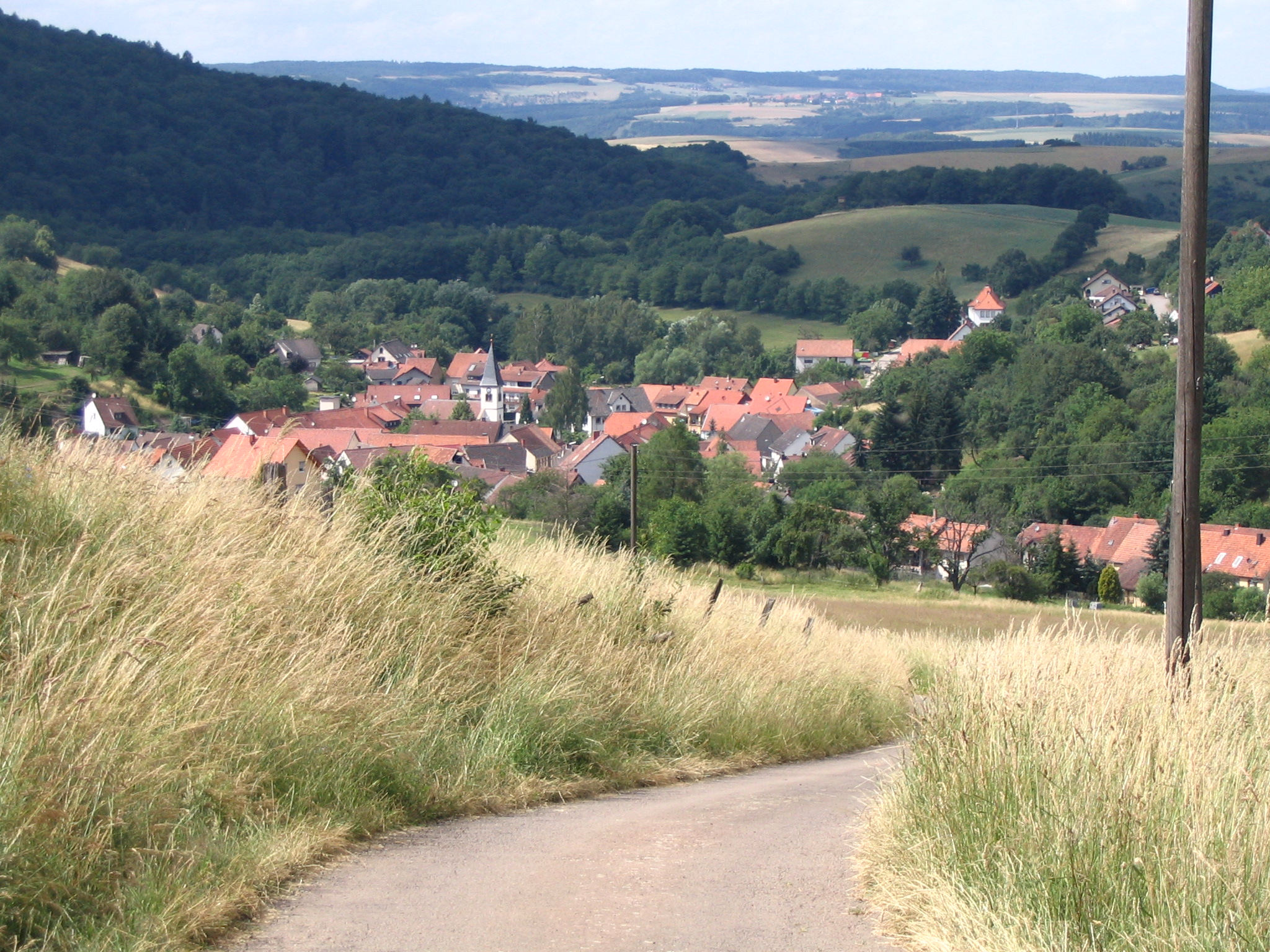
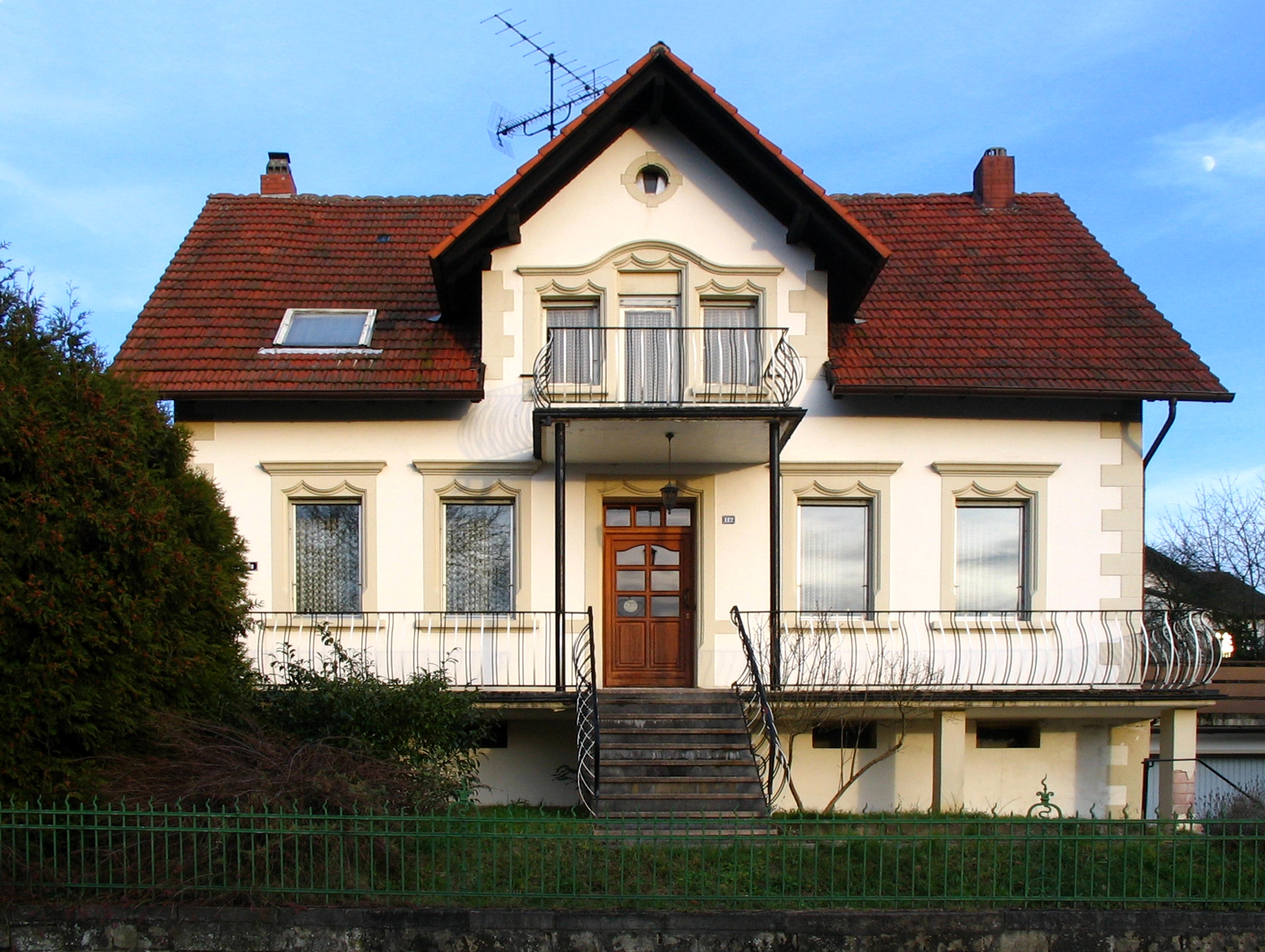
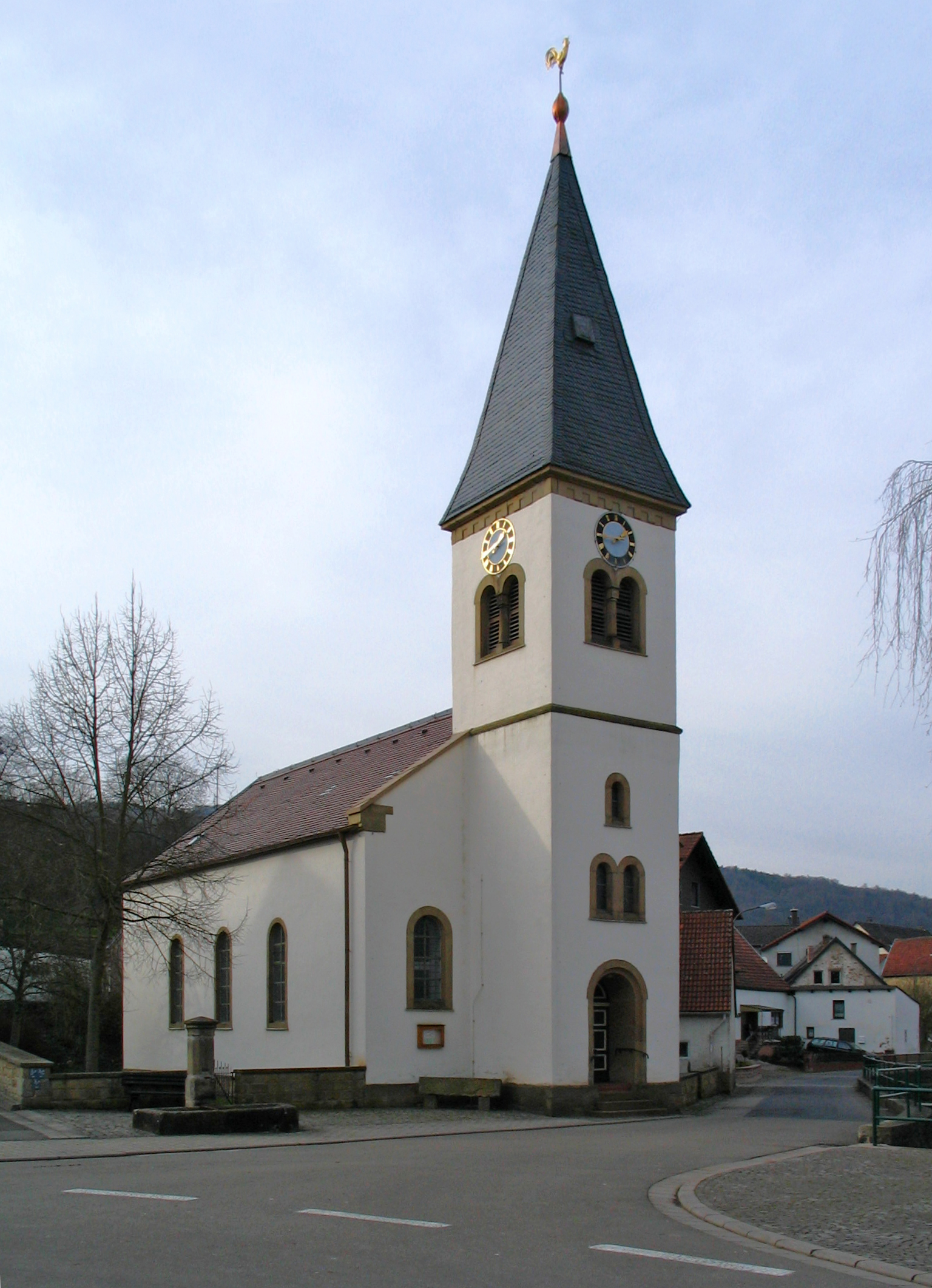
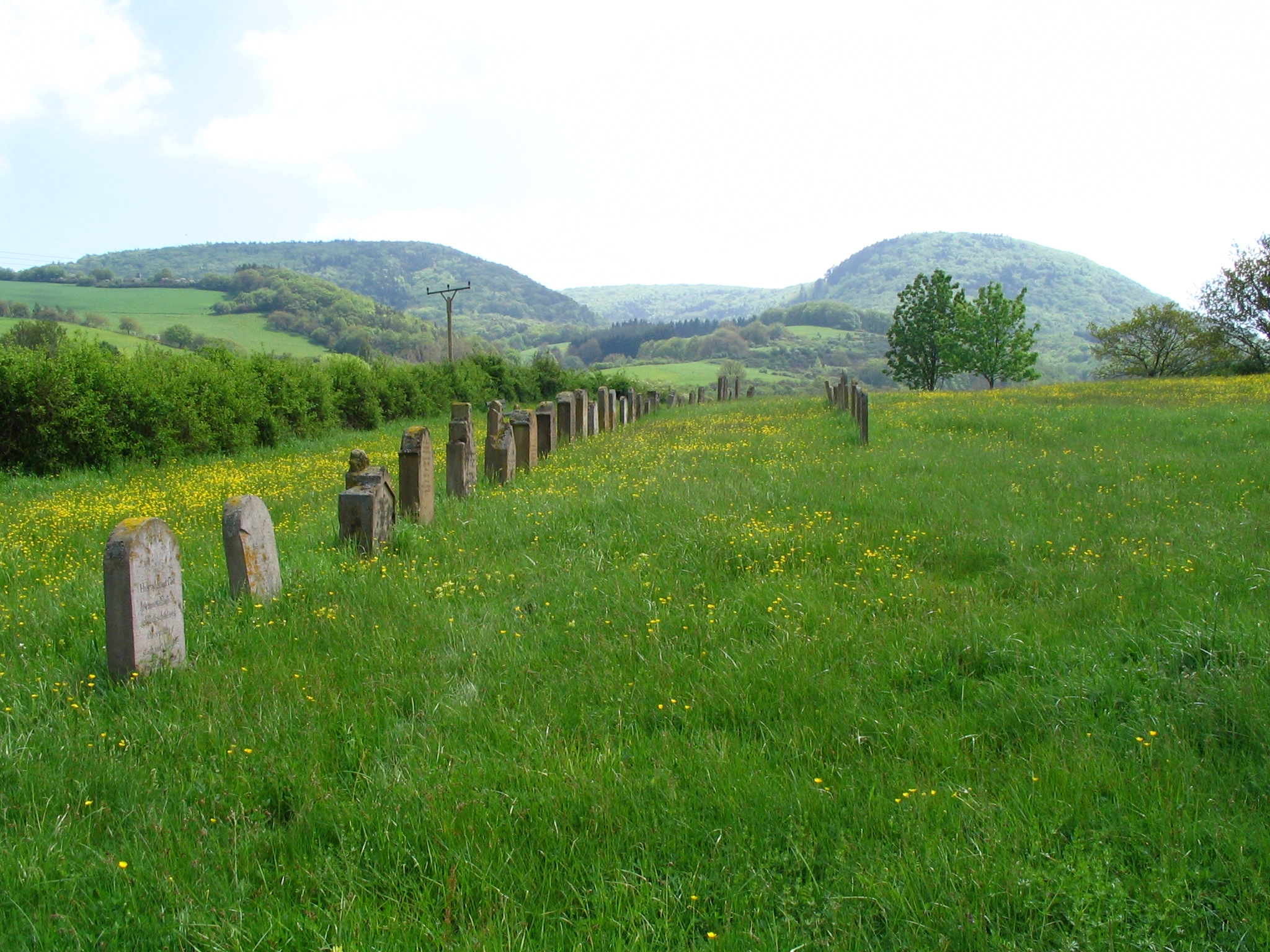